# Fara Novarese
Fara Novarese (Fara in piemontese) è un comune italiano di 2 011 abitanti della provincia di Novara in Piemonte.

## Storia

### Simboli
Lo stemma e il gonfalone sono stati concessi con decreto del presidente della Repubblica del 1º agosto 1972.
Il gonfalone è un drappo troncato di bianco e di azzurro.

## Monumenti e luoghi d'interesse

### Architetture religiose
- Chiesa dei Santi Pietro e Paolo
- Chiesa Parrocchiale dei Santi Fabiano e Sebastiano
- Scurolo di San Damiano
- Chiesa di San Giuseppe
- Oratorio di Santa Marta
- Chiesa della Beata Vergine Addolorata o Madonna dei Campi
- Oratorio di San Giulio
- Ex Tempio Evangelico
- Chiesa della Beata Vergine Addolorata

### Architetture civili
- Fonte della Salute
- Palazzo Contini-Dessilani
- Palazzo Dessilani
- Casa Portigliotti
- Monumento ai Caduti
- MudeP - Museo del Presepe

### Architetture militari
- Castrum Vetus o Castellone[5]
- Castrum Novum o Castello Superiore[5]

### Resti archeologici
- Sarcofago di Lucio Luperco

## Società

### Evoluzione demografica
Abitanti censiti

## Cultura

### Biblioteche
- Biblioteca Civica, fondata nel 1973.
- Biblioteca della Parrocchia di San Pietro

### Prodotti tipici
- Il Fara, vino locale.

## Infrastrutture e trasporti
La stazione di Fara Novarese, posta sulla ferrovia Novara-Varallo Sesia, rimase attiva fino al 2015, anno in cui il servizio sulla linea venne sospeso per decisione della Regione Piemonte; da allora nell'impianto fermano solo treni storici gestiti a calendario dalla Fondazione FS.
Fra il 1884 e il 1933 presso la stazione era presente il capolinea settentrionale della tranvia Vercelli-Biandrate-Fara.

## Amministrazione
Di seguito è presentata una tabella relativa alle amministrazioni che si sono succedute in questo comune.
| Periodo        | Periodo        | Primo cittadino     | Partito                                                        | Carica  | Note  |
| -------------- | -------------- | ------------------- | -------------------------------------------------------------- | ------- | ----- |
| 30 maggio 1985 | 18 maggio 1990 | Marino Spagnolini   | Partito Comunista Italiano                                     | Sindaco | [ 7 ] |
| 18 maggio 1990 | 24 aprile 1995 | Marino Spagnolini   | Partito Democratico della Sinistra, Partito Comunista Italiano | Sindaco | [ 7 ] |
| 24 aprile 1995 | 14 giugno 1999 | Maurilio Spagnolini | Partito Popolare Italiano                                      | Sindaco | [ 7 ] |
| 14 giugno 1999 | 14 giugno 2004 | Marino Spagnolini   | centro-sinistra                                                | Sindaco | [ 7 ] |
| 14 giugno 2004 | 7 giugno 2009  | Marino Spagnolini   | sinistra                                                       | Sindaco | [ 7 ] |
| 8 giugno 2009  | 26 maggio 2014 | Renzo Rusca         | Il Popolo della Libertà, Lega Nord                             | Sindaco | [ 7 ] |
| 26 maggio 2014 | 27 maggio 2019 | Ennio Prolo         | lista civica Insieme per Fara                                  | Sindaco | [ 7 ] |

## Galleria d'immagini

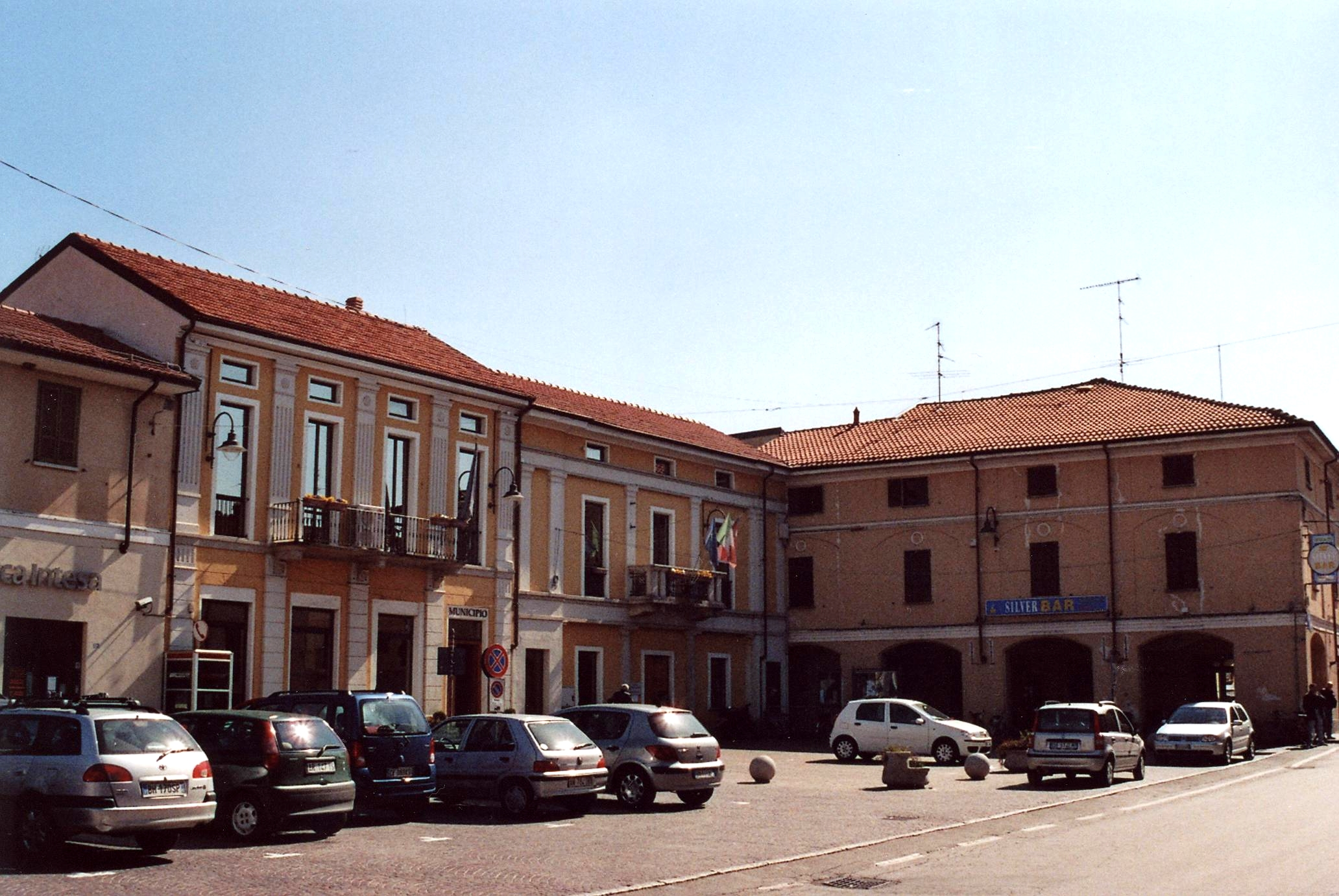
La piazza del Municipio
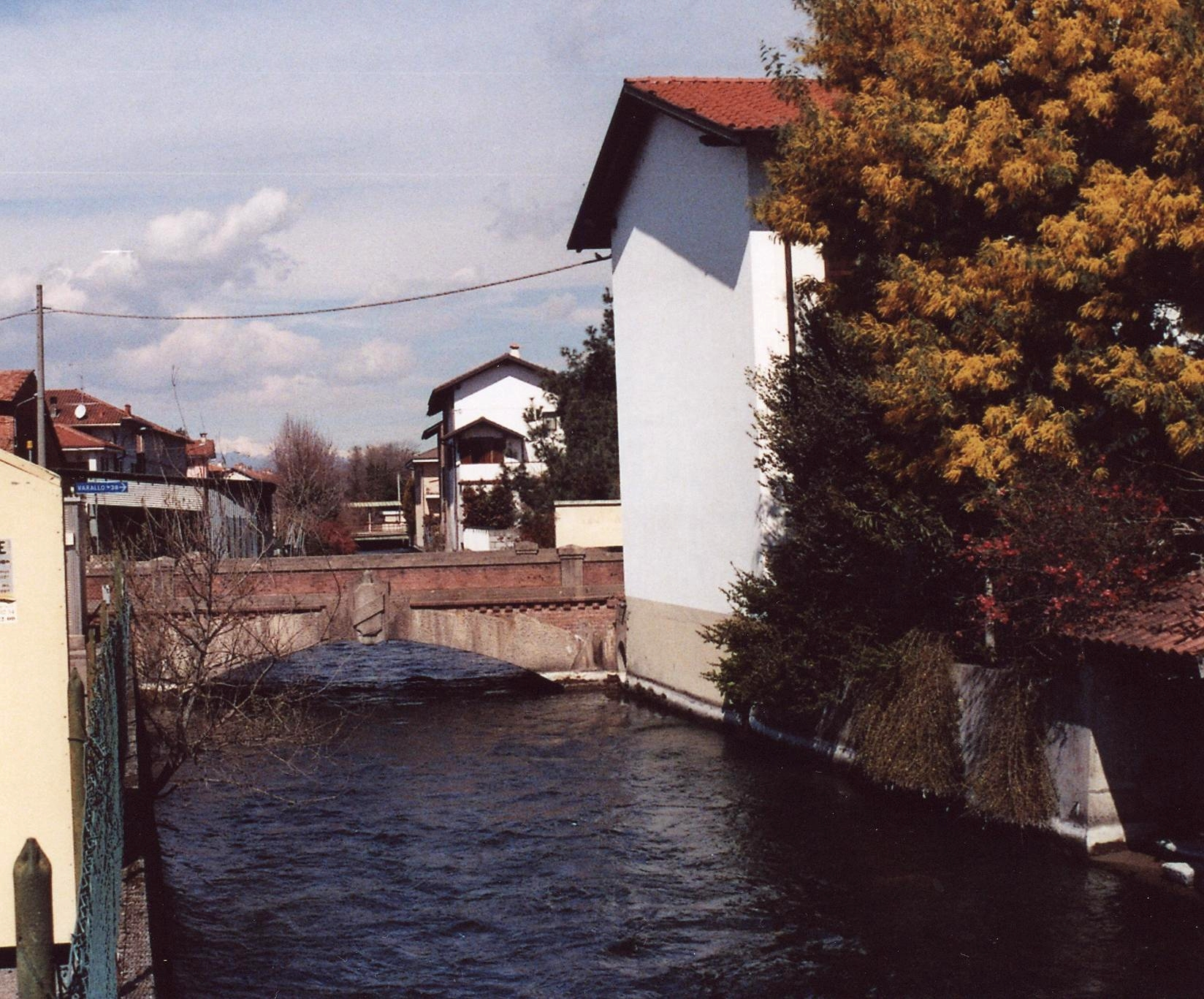
Uno dei ponti sulla roggia Mora
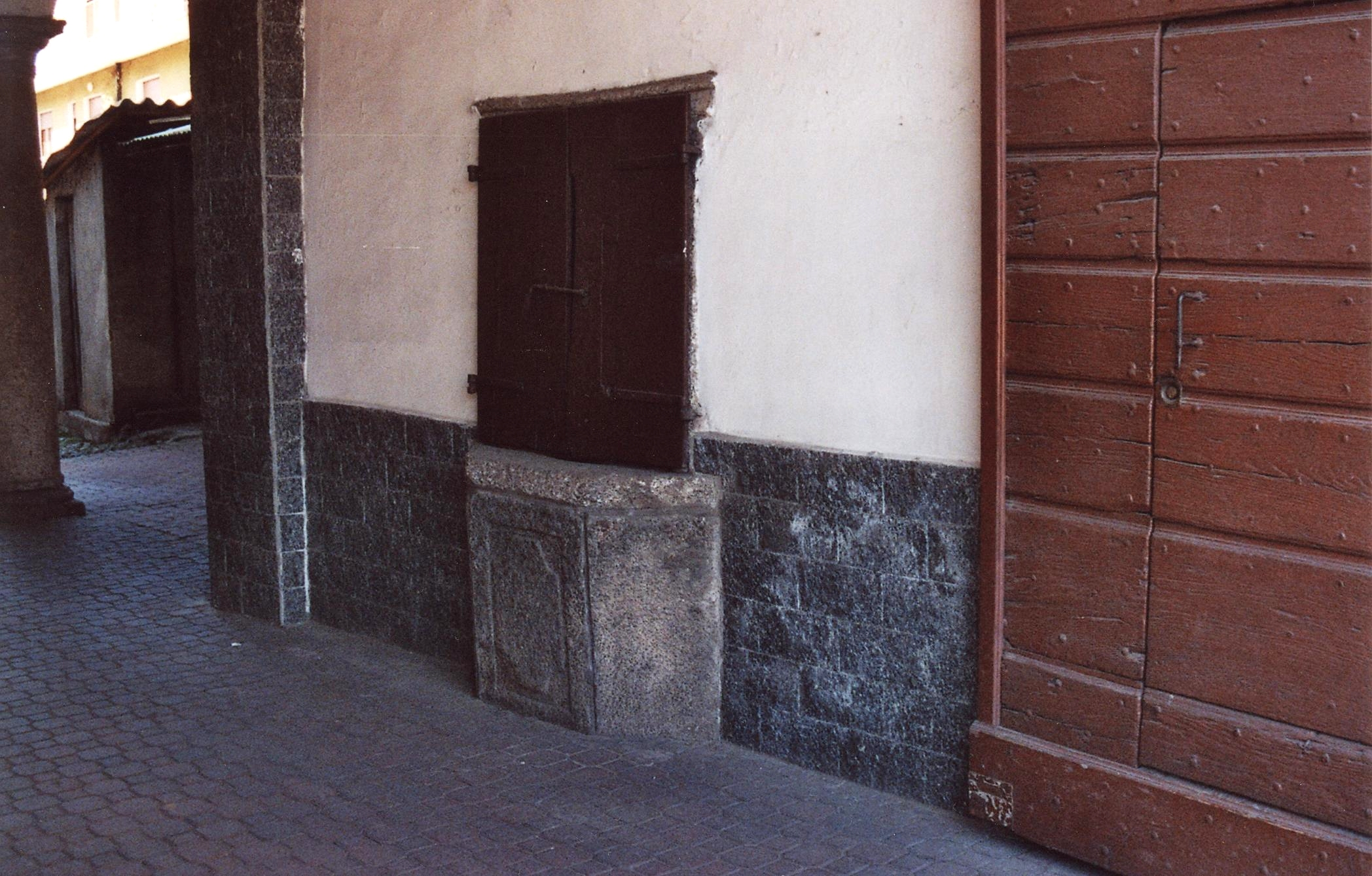
Un pozzo di una casa a corte
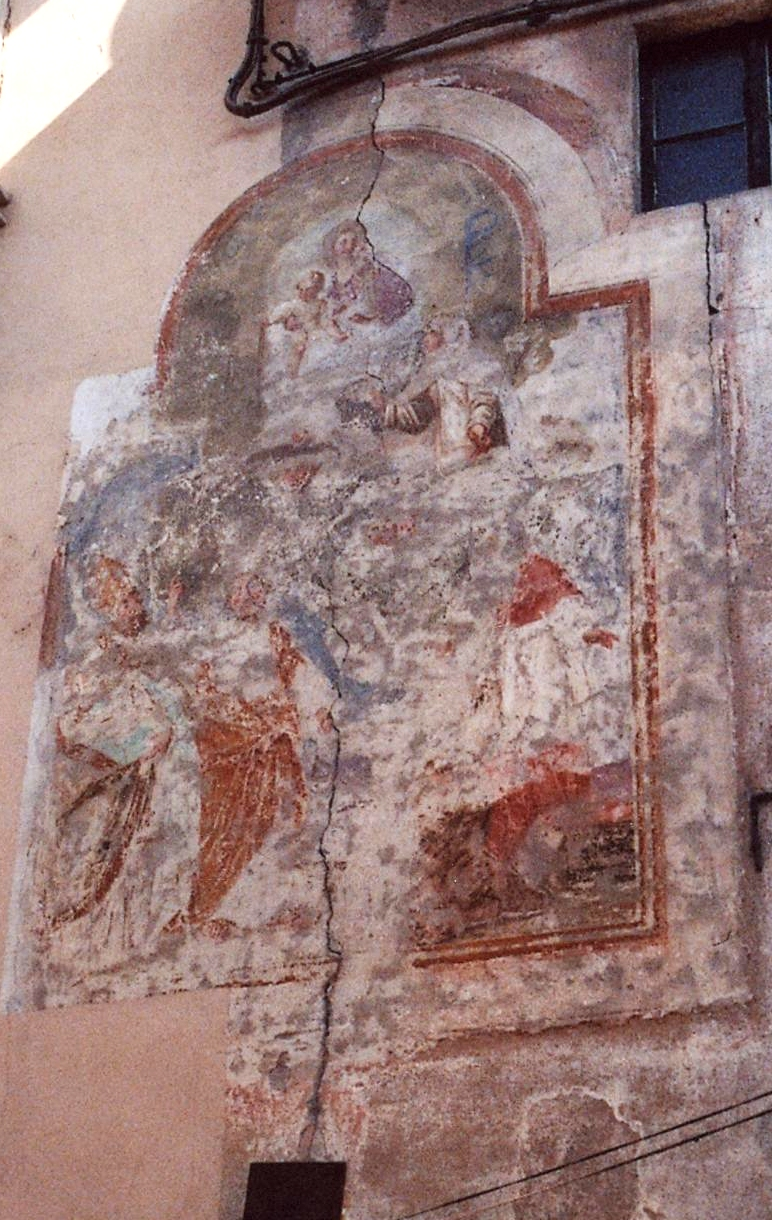
Affresco di Madonna fra Santi sulla facciata di una casa in Via Cesare Battisti
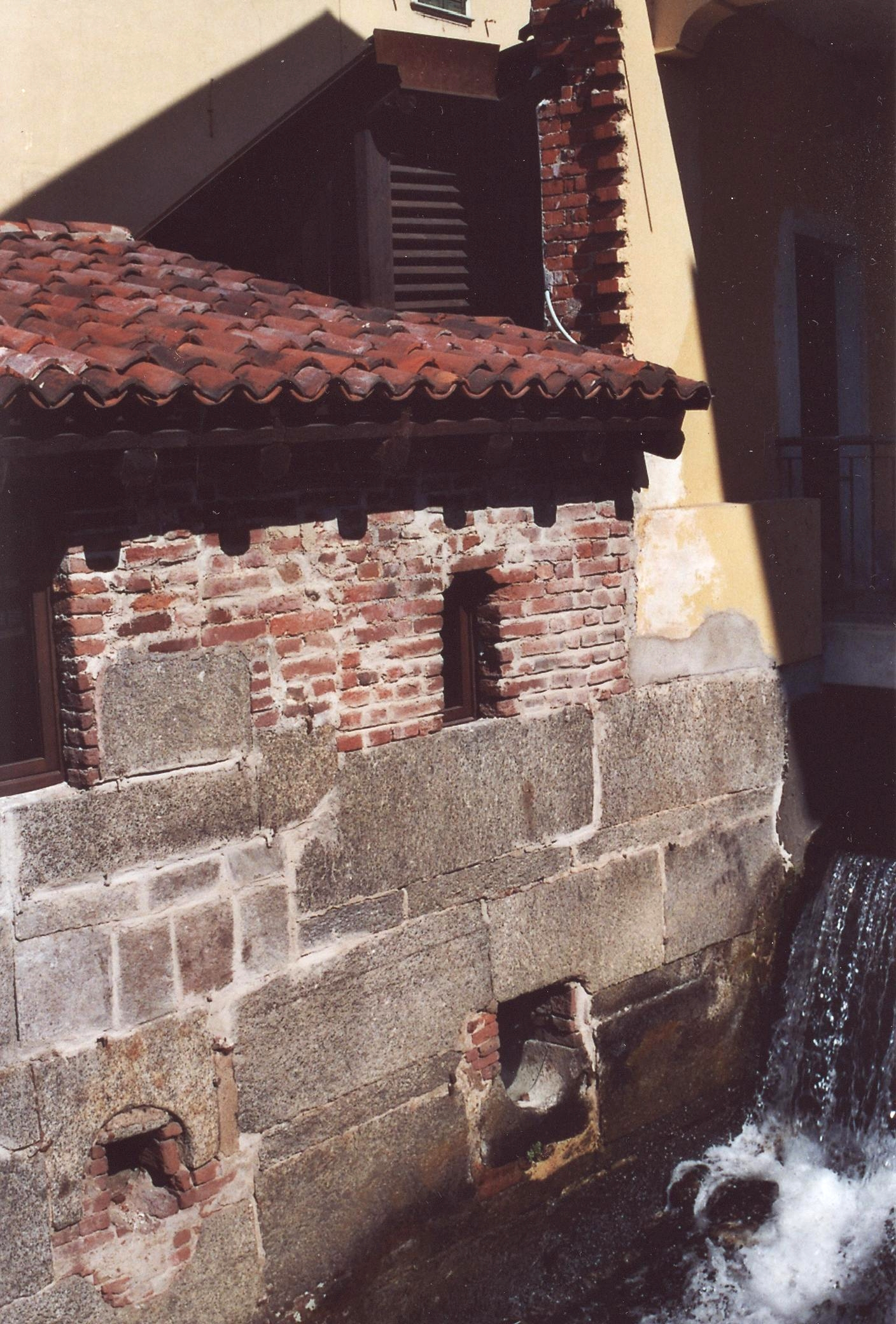
Il Mulino di Piazza
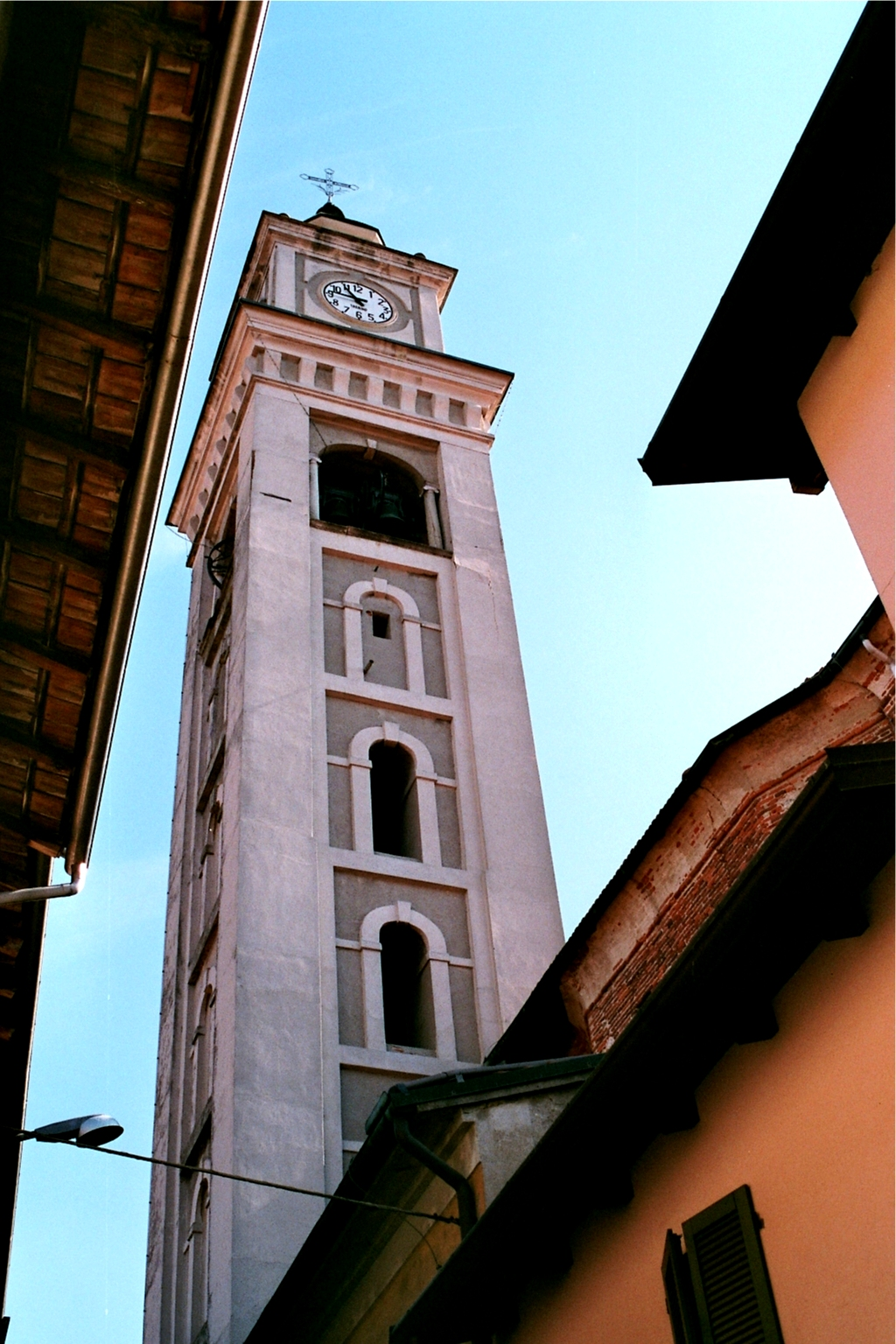
Il campanile della Parrocchiale dei Santi Fabiano e Sebastiano
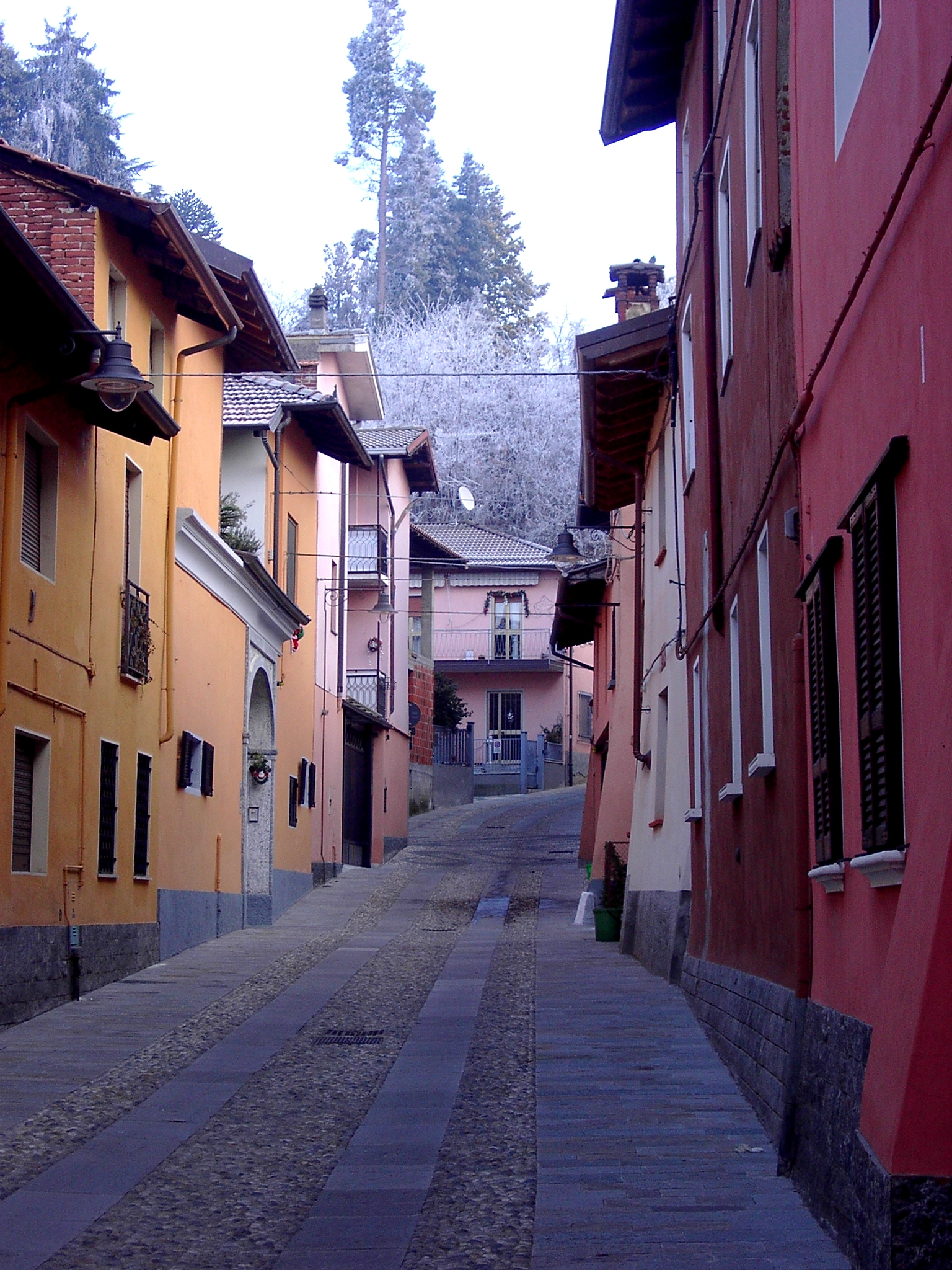
Via Cavour
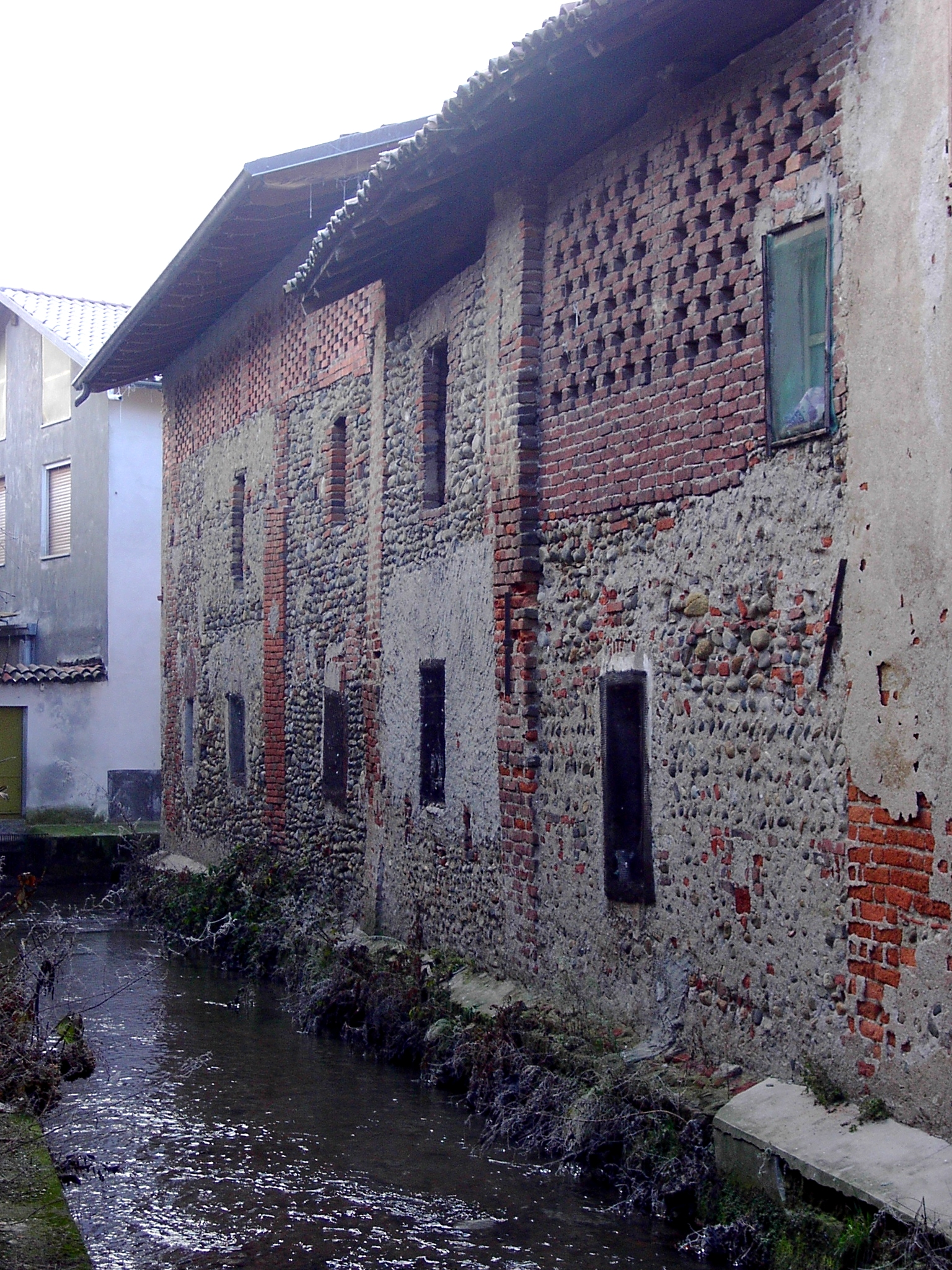
La roggia tra le case con muratura a ciottoli, presso il ponte di Via Cavour
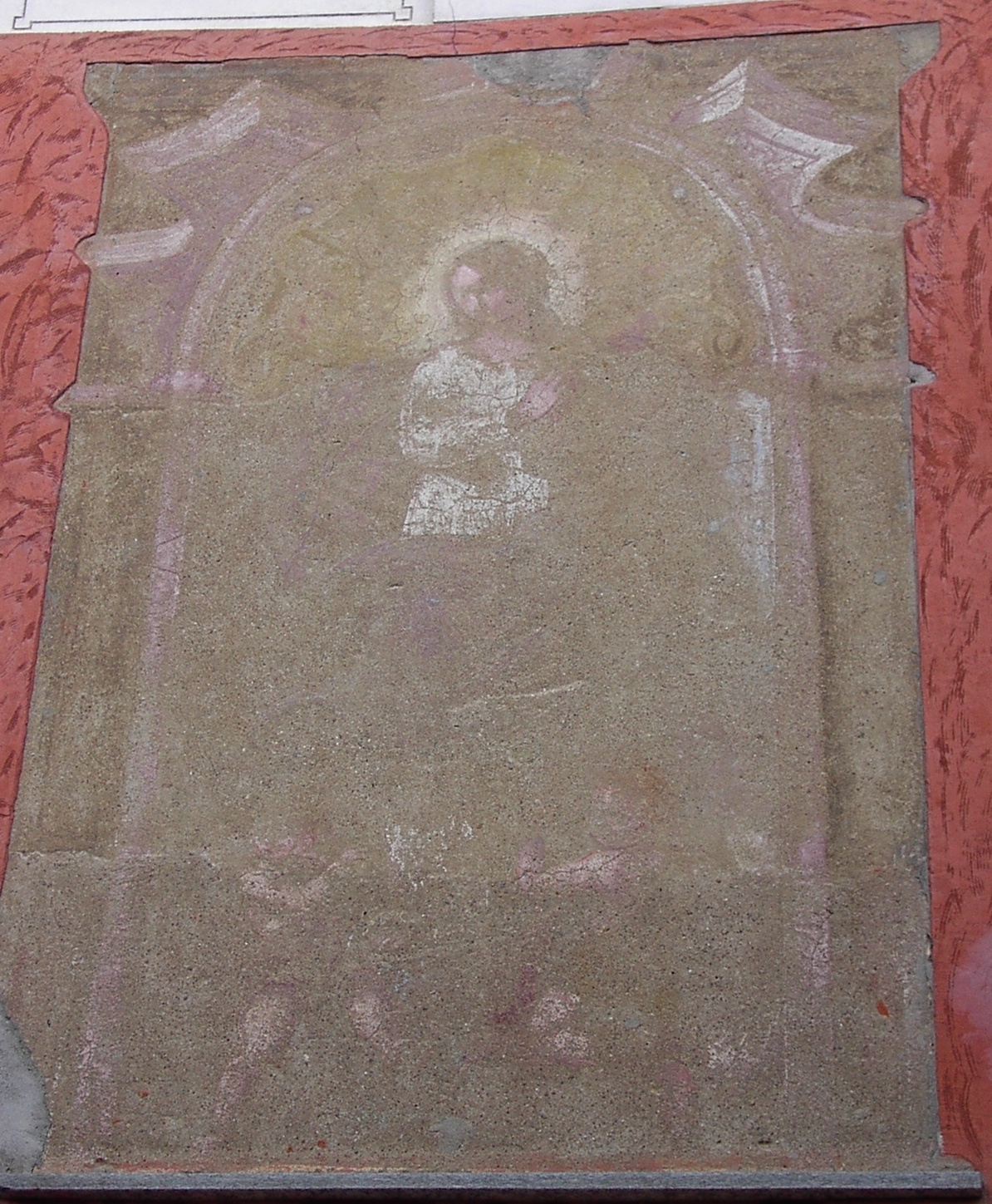
L'affresco con la Madonna a Piazza Libertà, all'inizio di Via Cavour